# 1953 în informatică
- 1952 în informatică — 1953 în informatică — 1954 în informatică

Anul 1953 în informatică a constat într-o serie de evenimente noi notabile:

## Evenimente

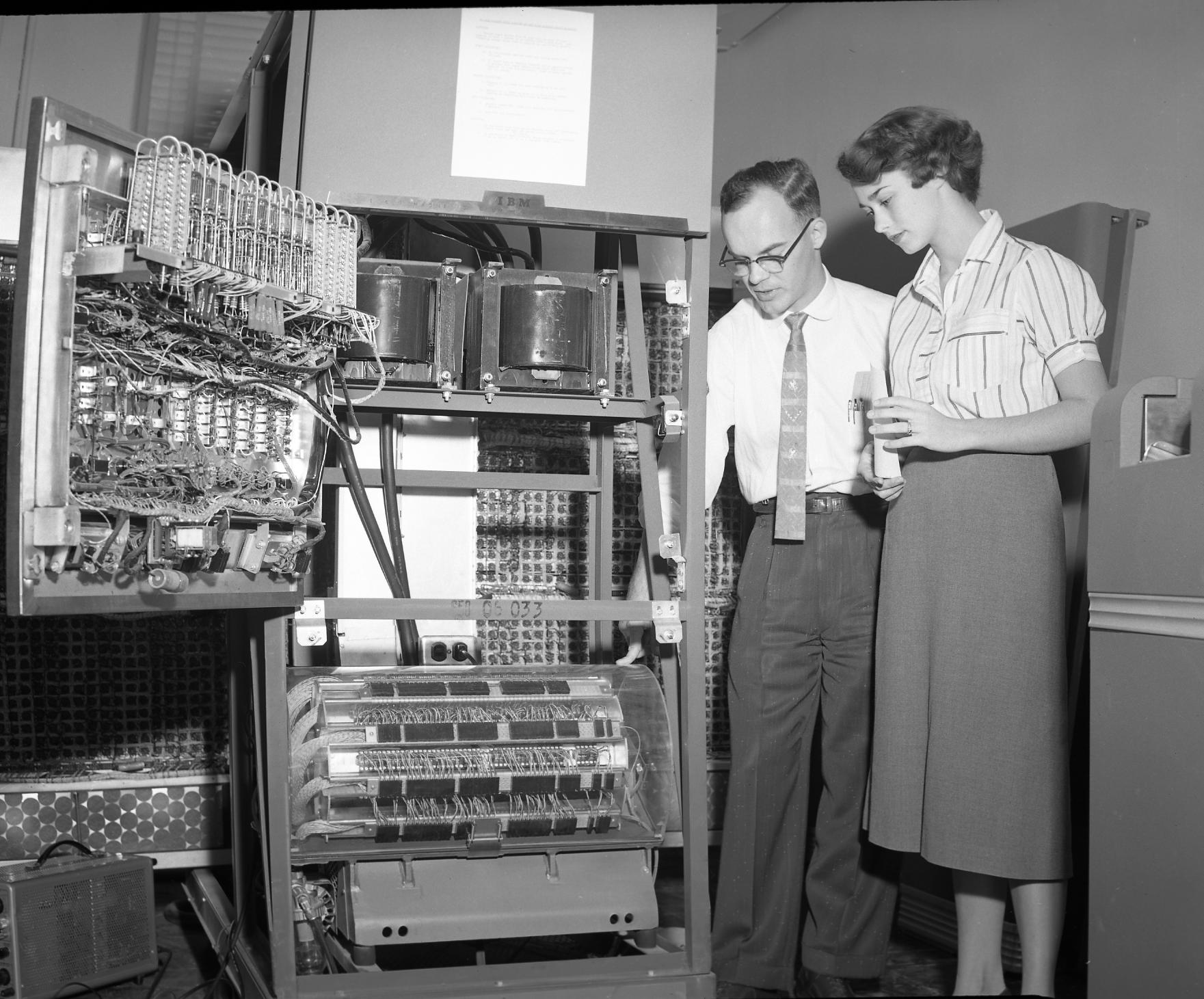
IBM 650

- Apare IBM 650, primul calculator produs în masă, fiind produse 2000 de sisteme până în 1962.[1]

- La Universitatea din Illinois, supercalculatorul ILLIAC I este scos din funcțiune, iar ILLIAC II devine operațional.